# Geographie-Wirtschaft-Gemeinschaftskunde
Geographie-Wirtschaft-Gemeinschaftskunde (GWG) war ein Fächerverbund, der für die baden-württembergischen Gymnasien durch die Bildungsstandards von 2004 eingeführt und 2016 durch die drei einzelnen Fächer ersetzt wurde. Er beinhaltete die Unterrichtsfächer Geographie und Gemeinschaftskunde, die jeweils mit Wirtschaft verbunden sind, sowie das in der Kursstufe wählbare Fach Wirtschaft (4-stündig). Mittlerweile gibt es diese als eigenständiges Fach, wobei Wirtschaft im Fach Wirtschaft, Berufs- und Studienorientierung enthalten ist.

## Das Konzept des „Fächerverbunds“
Ziel der Einführung des Fächerverbunds war eine stärkere Vermittlung ökonomischer Bildung und Kompetenzen, wie sie beispielsweise von Arbeitgebern und Gewerkschaften in einem gemeinsamen Memorandum aus dem Jahr 2000 gefordert wurde. Aus diesem Grund wurden bei der Bildungsplanreform eigene Bildungsstandards für Wirtschaft definiert. Hierfür wurde jedoch kein eigenes Unterrichtsfach geschaffen, sondern diese Bildungsstandards werden in Klasse 5–7 im Rahmen des Geographieunterrichts, in Klasse 8–10 schwerpunktmäßig im Rahmen des Gemeinschaftskundeunterrichts umgesetzt, d. h. Geographie bzw. Gemeinschaftskunde ist in den jeweiligen Klassenstufen Leitfach für die Vermittlung ökonomischer Bildung und Kompetenzen.
Des Weiteren sehen die Bildungsstandards integrative Module für fächerverbindenden Unterricht der beteiligten Fächer vor.
Für den Fächerverbund sind im Rahmen der Kontingentstundentafel von Klasse 5 bis 10 insgesamt 14 Wochenstunden vorgesehen, wobei die Schulen einen gewissen Spielraum bei der Aufteilung haben.

## Gesellschaftswissenschaftliche Fächerverbünde mit ökonomischem Anteilen an anderen Schularten
An Realschulen in Baden-Württemberg gibt es den Fächerverbund Erdkunde-Wirtschaftskunde-Gemeinschaftskunde (EWG).